# 汤浦水库
汤浦水库位于中国浙江省上虞市汤浦镇和绍兴市绍兴县王坛镇，是以供水为主要功能的大型水库。
为了净化水质在水库上游的王坛镇建有近500亩的人工湿地。